# Jaurès Assoumou
Jaurès Assoumou, né le 17 octobre 2002 à Dabou, est un footballeur ivoirien qui évolue au poste d'avant-centre à l'ESTAC Troyes.

## Biographie

### Débuts et formation
Jaurès Assoumou, né le 17 octobre 2002 à Dabou, débute le football au Mali au Afrique Football Elite et il rejoint en 2021 l'ESTAC Troyes ou il évolue dans un premier temps avec l'équipe réserve en National 3. Il y dispute un total de vingt-sept matchs pour onze buts. 

### ESTAC Troyes
Le 19 juillet 2023, Jaurès Assoumou signe son premier contrat professionnel à l'ESTAC Troyes, il paraphe un contrat allant jusqu'en 2026. 
Le 5 aout suivant, il effectue son premier match avec ESTAC Troyes contre USL Dunkerque et offre sa première passe décisive lors d'un match nul deux buts partout. Il marque son premier but le 23 septembre lors d'une défaite deux buts à un face à l'AJ Auxerre.

### Parcours en sélection
Jaurès Assoumou est international junior Ivoiren ayant joué pour la Côte d'Ivoire -23 ans depuis 2024 pour un total de 1 match jouée.